# لاريسيا هوكينز
لاريسيا ألين هوكينز (22 أغسطس 1972) عالمة وكاتبة ومتحدثة أمريكية، أصبحت في عام 2013 أول أستاذة أمريكية من أصل أفريقي في كلية ويتون، وهي كلية مسيحية بروتستانتية للفنون الحرة. عملت هوكينز في الكلية كأستاذة مساعدة في العلوم السياسية. تقوم هوكينز الآن بالتدريس والبحث في جامعة فرجينيا، حيث تم تعيينها بصفة مشتركة أستاذة مساعدة في قسم الدراسات السياسية والدينية.
في ديسمبر 2015، أثارت هوكينز الجدل عندما نشرت منشورًا على حسابها الشخصي على مواقع التواصل الاجتماعي (فيسبوك)، في موسم مجيء المسيح، تؤكد على التضامن بين المسيحيين والمسلمين. أوقفت كلية ويتون عملها نتيجة للدعاية السلبية الناجمة عن منشور موقع التواصل الاجتماعي، إذ نشرت صورتها وهي ترتدي الحجاب، موضحة أن ذلك كان تعبيرًا عن التضامن مع أخواتها المسلمات، في وقت كان المسلمون يواجهون توترات عرقية متصاعدة في الولايات المتحدة. في الخامس عشر من ديسمبر حصلت هوكينز على عطلة إدارية مدفوعة الأجر، لحين أن تقرر الكلية ما إذا كانت إفادتها تتعارض مع المعتقدات الأساسية للكلية. في الثامن من فبراير 2016، أصدرت هوكينز وكلية ويتون بيانًا مشتركًا مفاده أنهما «توصلا إلى اتفاق سري يفترقان بموجبه». في 3 مارس 2016، أعلن معهد الدراسات العليا للثقافة بجامعة فرجينيا تعيين هوكينز كأستاذة زائراة لكلية عبد القادر.

## النشأة والتعليم
وُلدت هوكينز في أوكلاهوما سيتي بولاية أوكلاهوما، ونشأت في مدينة شوني، أوكلاهوما. في عام 1944، حصلت على شهادة البكالوريوس في التاريخ وعلم الاجتماع من جامعة رايس بمدينة هيوستون، تكساس. حصلت على شهادة ماجستير من جامعة أوكلاهوما في عام 2001. أكملت فيما بعد درجة الدكتوراه في العلوم السياسية بجامعة أوكلاهوما في عام 2007. تتناولت بحوثها اللاهوت الأسود وعلاقته بالخطاب السياسي والبرامج السياسية للسود، كتلك المتعلقة بتجمع السود في الكونغرس والجمعية الوطنية للنهوض بالملونين.

## الحياة المهنية
تضمنت الحياة المهنية المبكرة لهوكينز العمل في برامج فيدرالية تديرها حكومة الولاية مثل برنامج التامين لذوي الإعاقة وبرنامج منحة التنمية المجتمعية الإجمالية.
انضمت هوكينز إلى كلية ويتون في عام 2007، حيث عملت أستاذة مساعدة في قسم السياسة والعلاقات الدولية منذ عام 2007 إلى عام 2014. في عام 2014، جرى تثبيتها وترقيتها إلى أستاذة مشاركة في قسم السياسة والعلاقات الدولية. تُعد هوكينز أول امرأة أمريكية من أصل أفريقي يُجرى تثبيتها في منصبها في كلية ويتون منذ تأسيسها في عام 1860.
في 26 أبريل، أعلن المعهد اللاهوتي المتحد للمدينتين التوأمتين أن هوكينز ستكون لاحقًا المتحدثة الأولى لحفل تخرج سنة 2019، مع خطاب البدء الذي يحمل عنوان: «لقد خُلقت لوقت كهذا».